# Pararistolochia promissa
Pararistolochia promissa es una especie  de planta fanerógama perteneciente a la familia Aristolochiaceae. Es originaria de África occidental.

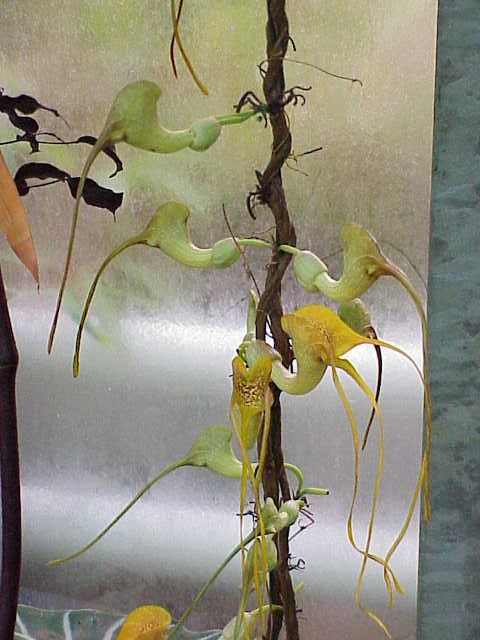
Vista de la planta

## Descripción
Es una planta trepadora leñosa del bosque que puede alcanzar los 10 m de largo. 

## Distribución
Se distribuye en Ghana, Nigeria y Camerún. 

## Usos
En Zaire con los tallos se hacen  trampas para pequeños mamíferos.

## Taxonomía
Pararistolochia promissa fue descrita por (Mast.) Keay y publicado en Kew Bulletin 1952: 160, t. 1. 1952.
Sinonimia
- Aristolochia congolana Hauman
- Aristolochia promissa Mast.
- Aristolochia talbotii S.Moore
- Aristolochia tenuicauda S.Moore
- Pararistolochia talbotii (S. Moore) Keay
- Pararistolochia tenuicauda (S. Moore) Keay[3]